# Åke Johansson (konstnär)
Åke Valdemar Johansson, född 27 september 1893 i Mora, död 12 april 1968 i Orsa, var en svensk målare som brukar beskrivas som kolorist.

## Biografi
Johansson var son till gästgivaren Lars Johansson i Orsa kyrkby och Anna, född Larsson, som båda var från Bollnäs. Efter realskoleexamen i Falun studerade han vid Althins målarskola 1911–1912 och vid Konstakademin från 1917–1921, för bland andra Olle Hjortzberg och Gustaf Cederström. Han gjorde studieresor till Berlin och Paris och studerade en kort tid 1922 på André Lhotes målarskola i Paris. 1923–1924 besökte Johansson Italien, vilket fick en avgörande inverkan på hans konstnärskap. I Italien målade han tillsammans med bland andra Axel Nilsson, Hilding Linnqvist, Gideon Börje och Fritiof Schüldt. Från den tiden finns ett uppmärksammat porträtt med Åke Johansson, Konvalescent, målat av Axel Nilsson, som tillkom efter att Johansson insjuknat i gulsot.
På 1920-talet kom Emma Zorn att intressera sig för Johanssons konstnärskap. Hon köpte en del av hans konst och hon lånade honom Anders Zorns ateljé vid Södermalmstorg i Stockholm. Från den här tiden finns många verk med Stockholmsmotiv. Senare, på 1930-talet tillkom ett av hans mer betydande verk, altartavlan i sakristian i Orsa kyrka.
Johansson gifte sig 1935 med sin kusin Thorhild (Tora) Hansson (1892–1967) från Bollnäs och paret reste samma år till Italien och Jugoslavien. Under denna tid målade han gärna figurkompositioner i olika miljöer. Han deltog i flera samlingsutställningar med Sveriges allmänna konstförening på 1930-talet och på utställningen Dalakonstnärer på Liljevalchs konsthall 1936 tillsammans med bland andra Bertil Bull Hedlund, Helge Zandén, Hans Norsbo och David Tägtström. Sommararna 1937 och 1939 deltog han i utställningen Stockholmsbilder på Solliden på Skansen tillsammans med bland andra Isaac Grünewald, Einar Jolin och Einar Forseth. Han gjorde 1938 en resa till Lofoten, en plats som han senare skulle återkomma till för att måla efter andra världskrigets slut 1945. Under denna tid besökte han sommartid återkommande Bohuslän och Västkusten där han utförde ett antal figur- och landskapsmålningar. Han hade sin första separatutställning på Konstnärshuset i Stockholm 1939, där han visade målningar från bland annat Lofoten, Öland och Halland, men utställningen fick ett ganska svalt mottagande av Dagens Nyheters och Svenska Dagbladets recensenter. Han återkom till Konstnärshuset 1945 tillsammans med två andra dalakonstnärer, skulptören Arvid Backlund och tecknaren Einar Norelius, en utställning som fick en uppskattande recension av Yngve Berg i Dagens Nyheter. Tillsammans med Gävleborgsgruppen ställde han ut 1946 i Göteborgs konsthall och deltog även samma år i Svenska konstnärernas förenings utställning i Konstakademin i Stockholm, som blev hans sita större framträdande i huvudstaden.
1949 fick Johansson sin första egna ateljé i Stockholm, på Heleneborgsgatan. Denna tid kännetecknas hans konst av handgriplig och expressiv realism. Han hade också ateljér i Fryksås i hemsocknen Orsa och i hustruns föräldrahem i Hertsjö i Bollnäs, där han efter giftermålet hade sin hemvist jämte ateljén i Orsa. 1953 var Johansson särskilt inbjuden utställare vid Dalarnas konstförenings höstutställning. Det blev hans första och enda större utställning i Falun. Samma år hade han även en större separatutställning på Tingshuset i Bollnäs. 
På 1950-talet målade Johansson flera stora verk som beskrevs som rena i färgerna, inte så lite släktskap med Matisse och Munch. Från denna tid är hans stora beställningsverk Årstiderna, för den då nybyggda mellanstadieskolan i Orsa kyrkby, som tog honom fem år att färdigställa. 1956 gjorde han en längre resa till Spanien och 1958 reste han till Nederländerna. Han var särskilt inbjuden utställare vid Bollnäs Konstförenings 25-årsjubileum på Bollnäs museum 1957. Sin sista större utställning, med över 40 målningar, höll han 1963 på biblioteket i Orsa. 
Johansson ingick både i konstnärsgruppen Siljanskonstnärerna och i Gävleborgsgruppen. Hans konstnärskap spänner över många stilar och motiven hämtade han dels från Orsa och Bollnäs, men också från Härjedalen, Öland, Västkusten och från sina utlandsresor. Han målade företrädesvis landskaps- och stadsmotiv, figurkompositioner och porträtt "i en stillsam och nykter realism av akademiskt snitt". Som porträttmålare målade han många av dåtidens Orsabor, exempelvis spelmännen Blecko Anders och Gössa Anders samt operasångerskan Hanser Lina Göransson.
En retrospektiv utställning ordnades 1971 på Dalarnas museum av Johanssons konstnärsvänner: Åke Johansson - Porträtt av en målare. En minnesutställning med 110 verk av Johansson hölls 2013 i Hertsjögården i Bollnäs, och vintern 2022–2023 hölls minnesutställningen En av de glömda, om Johanssons konstnärskap i Orsa kulturhus.
Johansson är representerad bland annat i Moderna museet, Prins Eugens Waldemarsudde, Zornsamlingarna i Mora, Dalarnas museum, Östersunds museum, Hälsinglands museum, Länsmuseet Gävleborg och Stockholms stadsmuseum
Åke Johansson är begravd på Orsa Nya kyrkogård.